# Tetrastes
Tetrastes Keyserling e Blasius, 1840 è un piccolo genere di uccelli galliformi della famiglia Phasianidae. Le specie vivono nelle foreste temperate e fredde dell'Europa e dell'Asia settentrionali.

## Tassonomia
Esistono 2 specie di Tetrastes:
- Francolino di monte (Tetrastes bonasia)
- Tetraone di Severtzov o Francolino di monte della Cina (Tetrastes sewerzowi)